# Гіалофан
Гіалофан — мінерал, алюмосилікат калію та барію каркасної будови.

## Загальний опис
Хімічна формула: 4[(K, Ba)Al(AlSi)3O8]. Калій і барій можуть заміщатися натрієм та кальцієм.
Сингонія моноклінна або триклінна.
Зустрічається у вигляді призматичних кристалів або масивних агрегатів.
Твердість 6-6,5.
Густина 2,6-2,8.
Блиск скляний. Безбарвний, білий, жовтий або сірий. Водянопрозорий.
Зустрічається, як правило, в родовищах марганцю. Знайдений в районі Брокен-Гілл (Австралія), Слюдянка (Далекий Схід, РФ), оз. Нісікатч та Саскачеван (Канада).